# LX Liceum Ogólnokształcące im. Wojciecha Górskiego w Warszawie
LX Liceum Ogólnokształcące im. Wojciecha Górskiego – szkoła średnia znajdująca się przy ul. Lwa Tołstoja 2 w dzielnicy Bielany w Warszawie.

## Opis
Liceum powstało w 1982 roku i wraz ze Szkołą Podstawową nr 370 stanowi część Zespołu Szkół nr 49.
Od początku istnienia jest to liceum eksperymentalne. Nawiązuje do ponad 130-letniej tradycji Gimnazjum Wojciecha Górskiego założonej w 1877 roku przez Wojciecha Górskiego. Dewiza szkoły brzmi W pracy, wiedzy i miłości bratniej przyszłość nasza.